# Padling
Padling er en betegnelse for at styre og fremdrive et mindre fartøj gennem vand med en paddel. Der kan for eksempel være tale om en kano, gummibåd eller tømmerflåde. Ved padling er ens krop vendt fremad i sejlretningen (modsat roning), og man holder padlen i begge hænder fører den i mere eller mindre lodret stilling gennem vandet. Ved kajak bruges begrebet roning - og her bruger man en pagaj.